# 富田愛次郎

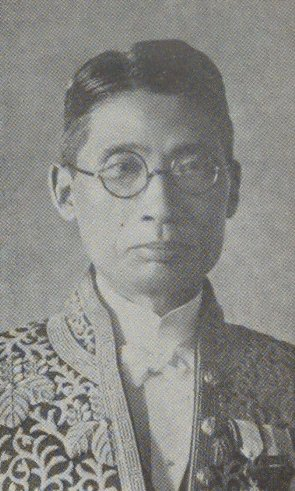
富田愛次郎

富田 愛次郎（とみた あいじろう、1885年（明治18年）12月5日 - 1954年（昭和29年）11月3日）は、日本の内務官僚、政治家。県知事、衆議院議員。

## 経歴
愛知県出身。富田治郎右衛門の三男として生まれる。第四高等学校を経て、1913年、京都帝国大学法科大学法律学科（独法）を卒業。1912年11月、文官高等試験行政科試験に合格。大学卒業後、内務省に入り京都府属となる。
以後、京都府警視、埼玉県理事官、同視学官、内務省警保局事務官兼内務書記官、社会局第一課長、同書記官、同労働部長、同社会部長、中央職業紹介事務局長などを歴任。
1935年1月、三重県知事に就任。1937年1月、広島県知事に転じた。1938年11月、同県知事を辞し退官。1942年4月の第21回衆議院議員総選挙で愛知県第三区に翼賛政治体制協議会推薦（中立） で出馬し当選。のち、日本進歩党に所属し、衆議院議員を一期務めた。その後、公職追放となった。
その他、恩賜財団軍人援護会理事長、厚生省委員、中国合同電気・山陽配電・広沢製作所・鐵興社の各取締役などを歴任。

## 栄典
- 1916年（大正5年）1月19日 - 勲六等単光旭日章[4]